# Bonaventura Gazola
Bonaventura Gazola (Piacenza, 21 aprile 1744 – Montefiascone, 29 gennaio 1832) è stato un cardinale e vescovo cattolico italiano.
Fu nominato cardinale della Chiesa cattolica da papa Leone XII.

## Biografia
Nacque a Piacenza il 21 aprile 1744 da una famiglia borghese di commercianti, e fu battezzato col nome di Domenico Giuseppe.
Papa Leone XII lo creò cardinale nel concistoro del 3 maggio 1824.
Morì il 29 gennaio 1832, all'età di 87 anni.

## Genealogia episcopale
La genealogia episcopale è:
- Cardinale Scipione Rebiba
- Cardinale Giulio Antonio Santori
- Cardinale Girolamo Bernerio, O.P.
- Arcivescovo Galeazzo Sanvitale
- Cardinale Ludovico Ludovisi
- Cardinale Luigi Caetani
- Cardinale Ulderico Carpegna
- Cardinale Paluzzo Paluzzi Altieri degli Albertoni
- Papa Benedetto XIII
- Papa Benedetto XIV
- Papa Clemente XIII
- Cardinale Giovanni Francesco Albani
- Cardinale Bonaventura Gazola, O.F.M.Ref.